# Projeto de Ricardo Brasílico Paes de Barros Schroeder para o Plano Piloto de Brasília

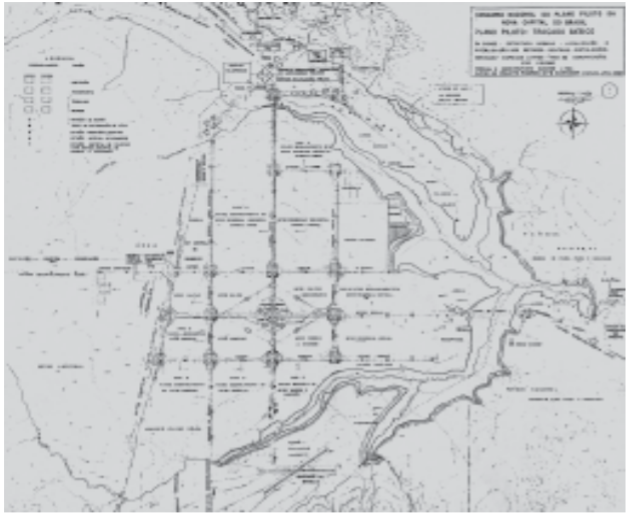
Projeto de Ricardo Brasílico Paes de Barros Schroeder para o Plano Piloto de Brasília.

O Projeto de Ricardo Brasílico Paes de Barros Schroeder para o Plano Piloto de Brasília foi um dos 26 esboços de construção da atual capital do Brasil participantes do Concurso para o Plano Piloto de Brasília, realizado em 1957, sendo o projeto de autoria do engenheiro Schroeder apresentado pela Construtora Duchen baseado no modelo racionalista, o qual divide uma cidade em quatro elementos - habitação, trabalho, moradia e diversão. Além disso, seu plano era marcado por patriotismo, compondo o centro da cidade com a figura da bandeira do Brasil.

## Contexto

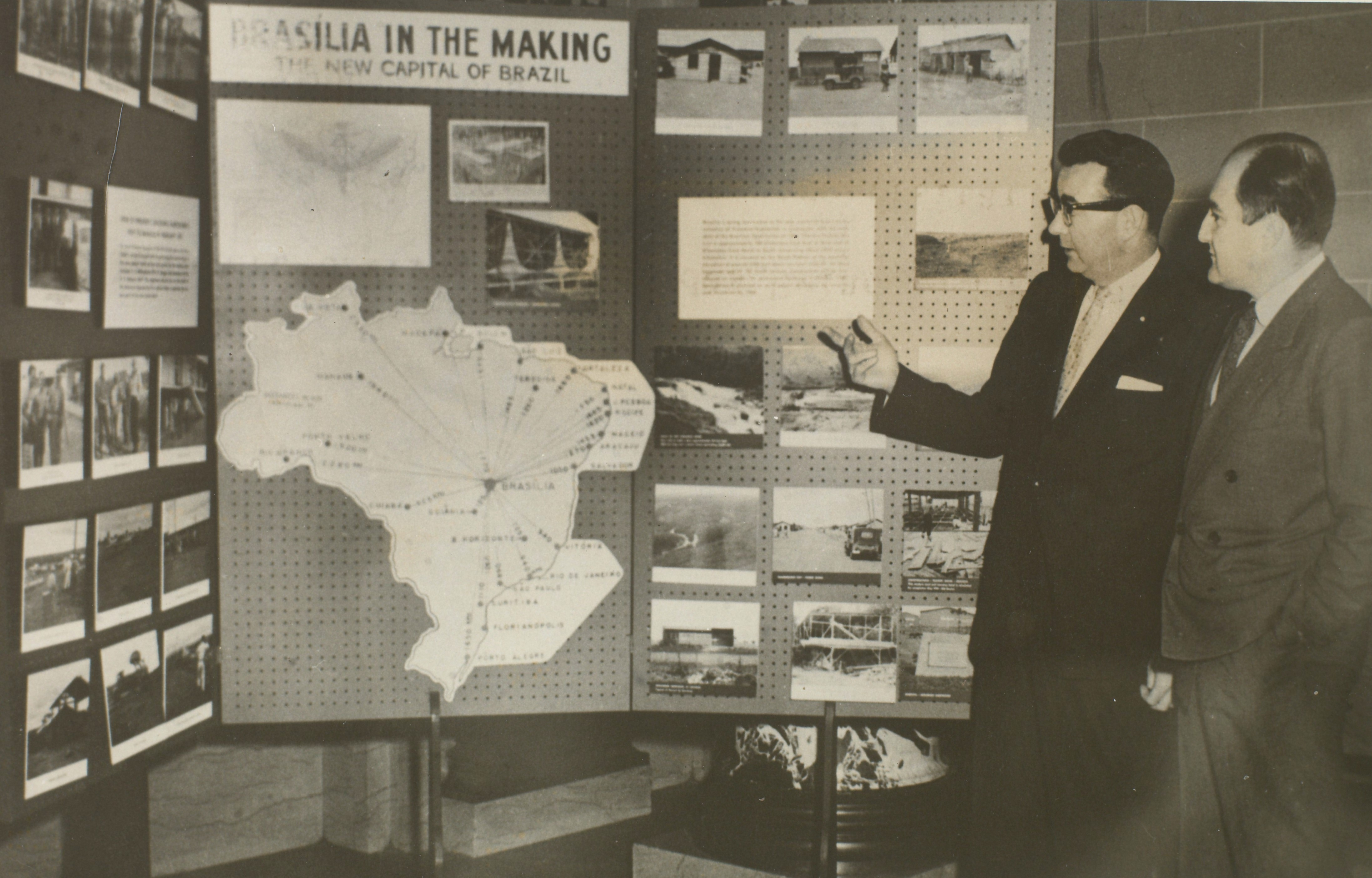
Exposição fotográfica dos planos de Brasília.

Em 1956, o então Presidente da República, Juscelino Kubitschek, que tinha como uma de suas principais metas de governo a transferência da capital federal do Rio de Janeiro para o Planalto Central e estava em seu primeiro ano de mandato, anunciou o Concurso para o Plano Piloto de Brasília, processo licitatório este que teve edital publicado no Diário Oficial da União, no dia 30 de setembro daquele ano e foi organizado pela Comissão de Planejamento da Construção e da Mudança da Capital Federal, comissão criada por Kubitschek após Oscar Niemeyer, arquiteto de sua confiança, recusar-se a realizar o projeto urbanístico, optando e se responsabilizando apenas pelo planejamento arquitetônico das edificações.
As condições e normas previstas no documento compreendiam a participação exclusiva de pessoas físicas ou jurídicas domiciliadas no país, regularmente habilitadas para o exercício da engenharia, da arquitetura e do urbanismo e um plano de cidade, transcrito em papel com tinta e cópia heliográfica, contendo um traçado básico, indicando a disposição dos principais elementos da estrutura urbana, projetada para quinhentas mil pessoas em uma área de cinco mil quilômetros quadrados, com um relatório de justificativa dos cálculos e do esquema cartográfico.
Ao todo, foram realizadas 62 inscrições no concurso, entre pessoas físicas e jurídicas, sendo a maioria esmagadora de pessoas físicas, das quais algumas se dividiram em equipes para a idealização das propostas, que totalizaram 26 anteprojetos. O plano de Ricardo Brasílico Paes de Barros Schroeder foi apresentado por pessoa jurídica, a Construtora Duchen, e estava cadastrado como o anteprojeto de número nove.

## Proposta
Apresentado pela Construtora Duchen, o projeto de Ricardo Brasílico Paes de Barros Schroeder para o Plano Piloto de Brasília foi baseado nos preceitos urbanísticos modernistas da época definidos pelo IV CIAM em 1933. Sua proposta compreendia a construção de uma cidade com divisão rígida de setores, loteamentos funcionais, predomínio do sistema viário sobre as demais atividades e a peculiaridade do desenho da bandeira do Brasil formado pelas principais vias de circulação. Entretanto, em nenhum momento o autor evidenciou a finalidade social de cada uma dessas características. 
A divisão rígida de setores seria sustentada pelo modelo de cidade racionalista, que dividiria a área urbana em quatro funções - habitar, trabalhar, morar e divertir. As funções de habitação e moradia ocupariam quase todo o Plano Piloto, por meio de loteamentos simples e funcionais. Essa característica de destinar a maior parte da cidade ao setor habitacional foi típica dos projetos das construtoras participantes do concurso, pois elas viam nisso a oportunidade de se responsabilizar pelo ramo imobiliário da nova capital.
Outra característica típica dos projetos das construtoras que o engenheiro Schroeder também desenvolveu no plano foi a predominância do sistema viário sobre as demais atividades.
As principais funções, como trabalho e transporte, e os principais valores cívicos ficariam na região central da cidade, no ponto mais alto do sítio, onde haveria a figura da bandeira do Brasil formada pelas maiores vias. Nessa parte, a circunferência e os grandes cruzamentos seriam marcados pela presença dos grandes equipamentos de infraestrutura urbana, como a torre de distribuição de água, a estação rodoviária distrital, a estação distrital de bombeiro e a estação distrital de telefone com a agência distrital de correio e telégrafo. Na região central também ficariam as principais atividades administrativas, entre elas a sede da Presidência da República, que teria apenas a Avenida Brasil como acesso. 

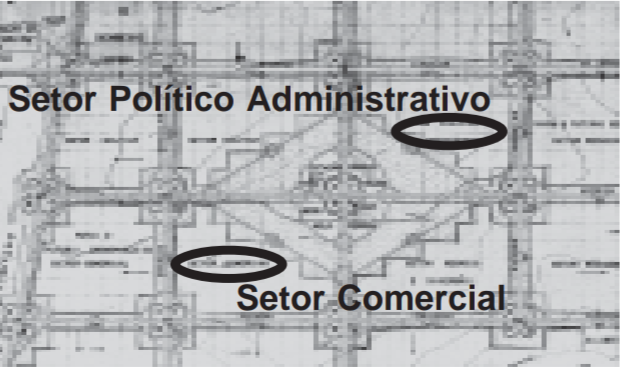
O centro do Plano Piloto de Brasília projetado por Ricardo Brasílico Paes de Barros Schroeder.

Ao redor do plano, nas vias perimetrais, nos cruzamentos externos estariam localizados os equipamentos de manutenção urbana, como captação, aduto e reservatório de água; estação de potabilização; reservatório regulador; usina de asfalto; usina de gás; aterro de lixo e incinerador; centro telefônico, emissário de esgoto; estação de tratamento, usina elétrica, barragens e áreas destinadas a serviços de utilidade pública, como manutenção de transportes e de projetos, construções e conservação de logradouros públicos. Tais equipamentos, às margens da cidade, praticamente não foram tratados nos demais projetos. 
A função de diversão, com áreas de lazer, ficaria distribuída às margens do lago. Preocupado também com a questão ambiental, Schroeder deixou no extremo leste do lago uma grande área de preservação do meio ambiente, a fim de permitir o equilíbrio dos recursos naturais. O restante da área urbana, distribuído nos braços do lago, seria composto por distritos monofuncionais. 
Assim, a proposta de Schoroeder se caracterizava pela preferência pelo figurativismo da planta, pois adequou todo o plano em relação ao desenho da bandeira do Brasil, e não à topografia e às curvas de nível. Esse gosto pelo figurativismo foi observado também no cemitério, que foi projetado em forma de cruz.

## Decisão do júri
O júri do concurso, composto por dois representantes da Companhia Urbanizadora da Nova Capital do Brasil (Novacap), um representante do Instituto de Arquitetura do Brasil, um representante do Clube de Engenharia e dois urbanistas estrangeiros, deveria selecionar dez finalistas, embora somente os cinco primeiros classificados fossem receber premiações, sendo um milhão de cruzeiros para o primeiro lugar, quinhentos mil cruzeiros para o segundo lugar, quatrocentos mil cruzeiros para o terceiro lugar, trezentos mil cruzeiros para o quarto lugar e duzentos mil cruzeiros para o quinto lugar. O resultado foi divulgado no Diário Oficial da União no dia 25 de março de 1957, sendo eleito vencedor o projeto do arquiteto e urbanista Lúcio Costa, proposta que se caracterizava, principamente, por um Eixo Rodoviário e um Eixo Monumental, e foi executada. Já o projeto de Ricardo Brasílico Paes de Barros Schroeder sequer ficou entre os dez finalistas.